# Isleria guttata
El hormiguerito ventrirrufo (Isleria guttata), también denominado hormiguerito de vientre rufo (en Venezuela), es una especie de ave paseriforme, una de las dos pertenecientes al género Isleria, de la familia Thamnophilidae. Es nativa del norte de Sudamérica.

## Distribución y hábitat
El área de distribución de esta especie se extiende por la cuenca norte del Amazonas, desde el sur de Venezuela (Bolívar, Amazonas), Guyana, Surinam, Guayana francesa y noreste de la Amazonia brasileña (al norte del río Amazonas desde el este del río Negro hacia el este hasta Amapá).
Su hábitat natural es la selva húmeda tropical y subtropical de baja altitud, hasta los 700 m.

## Descripción
El hormiguerito ventrirrufo es un pájaro pequeño, que mide unos 9,4 cm de largo, de cola corta y pico recto, estrecho y relativamente largo. Sus alas son de color oscuro y presentan líneas paralelas blanquecinas, con las plumas terciarias manchadas de ocre. La cabeza, espalda y pecho del macho, son de color gris, en tanto en la hembra el dorso es castaño, la garganta blanco grisáceo y el pecho oliváceo; mientras que en ambos géneros, como indica su nombre,  el vientre es de color canela o rojizo rufo. Exhiben una mancha dorsal blanca semioculta.

## Comportamiento
Muy semejante a Isleria hauxwelli. A menudo encontrado en parejas, jugueteando cerca del suelo, frecuentemente cerca de corrientes de agua o locales pantanosos; usualmente sin juntarse a bandadas mixtas.

### Alimentación
En la busca de alimento recuerda a los hormigueros del género Hylophylax, como éstos, a menudo colgándose de tallos finos verticales.

### Vocalización
El canto es una serie más larga que I. hauxwelli, de 10-15 notas altas y penetrantes «tuiii» que comienzan lentamente y aumentan en volumen. Los llamados de contacto incluyen un «chic!» agudo.

## Sistemática

### Descripción original
La especie I. guttata fue descrita por primera vez por el naturalista francés Louis Pierre Vieillot en 1825 bajo el nombre científico Myrmothera guttata; localidad tipo «Cayenne».

### Etimología
El nombre genérico femenino «Isleria» homenajea a los ornitologos estadounidenses Morton L. Isler y Phyllis R. Isler; y el nombre de la especie «guttata» proviene del latín «guttatus»: punteado, moteado.

### Taxonomía
Los resultados de análisis realizados por Bravo et al (2012), de filogenia molecular densamente ejemplificados de la familia Thamnophilidae, confirmaron que las especies Myrmotherula guttata y M. hauxwelli eran solamemente parientes distantes de otras especies de Myrmotherula, y mostraron que son hermanas del género Thamnomanes  Debido a que los niveles de divergencia fenotípica, ecológica y comportamental entre guttata-hauxwelli y Thamnomanes no garantizarían incluir estas dos especies en un género Thamnomanes ampliado, fue descrito el género Isleria para Isleria guttata e Isleria hauxwelli. La propuesta aprobada N° 518 al South American Classification Committee (SACC) reconoció el nuevo género.
Es monotípica. Forma una superespecie con I. hauxwelli.